# Отворено првенство Катара за мушкарце 2010.
Отворено првенство Катара за мушкарце 2010 (познат и под називом Qatar ExxonMobil Open 2010) је био тениски турнир који је припадао АТП 250 серији у сезони 2010. То је било осамнаесто издање турнира који се одржао на тениском комплексу у Дохи у Катару од 4. јануара 2010. — 9. јануара 2010. на тврдој подлози.

## Поени и новчане награде

### Распоред поена
| Конкуренција | П   | Ф   | ПФ | ЧФ | 2К | 1К  | КВ  | КВ3 | КВ2 | КВ1 |
| Појединачна  | 250 | 150 | 90 | 45 | 20 | 0   | 12  | 6   | 0   | 0   |
| Парови       | 250 | 150 | 90 | 45 | 0  | Н/Д | Н/Д | Н/Д | Н/Д | Н/Д |

### Новчане награде
| Конкуренција | П        | Ф       | ПФ      | ЧФ      | 2К      | 1К      | КВ  | КВ3 | КВ2 |
| Појединачна  | $185,850 | $97,350 | $52,520 | $30,090 | $17,670 | $10,480 | Н/Д | Н/Д | Н/Д |
| Парови*      | $56,250  | $29,500 | $16,000 | $9,160  | $5,380  | Н/Д     | Н/Д | Н/Д | Н/Д |

*по тиму

## Носиоци
| Држава | Играч                 | Позиција1 | Носилац |
| ------ | --------------------- | --------- | ------- |
| ШВА    | Роџер Федерер         | 1         | 1       |
| ШПА    | Рафаел Надал          | 2         | 2       |
| РУС    | Николај Давиденко     | 6         | 3       |
| РУС    | Михаил Јужни          | 19        | 4       |
| СРБ    | Виктор Троицки        | 29        | 5       |
| ШПА    | Алберт Монтањес       | 31        | 6       |
| ХРВ    | Иво Карловић          | 37        | 7       |
| ШПА    | Гиљермо Гарсија-Лопез | 41        | 8       |

### Други учесници
Следећи играчи су добили специјалну позивницу за учешће у појединачној конкуренцији:
- Јунес ел Ајнауи
- Абдала Хаџи
- Карим Мамун

Следећи играчи су ушли на турнир кроз квалификације:
- Бенјамин Бекер
- Стив Дарси
- Рајлер Дехарт
- Михаил Кукушкин

## Носиоци у конкуренцији парова
| Држава | Играч               | Држава | Играч            | Позиција | Носиоци |
| ------ | ------------------- | ------ | ---------------- | -------- | ------- |
| КАН    | Данијел Нестор      | СРБ    | Ненад Зимоњић    | 6        | 1       |
| ЧЕШ    | Франтишек Чермак    | СВК    | Михал Мертињак   | 30       | 2       |
| ПОЉ    | Маријуш Фирстенберг | ПОЉ    | Марћин Матковски | 35       | 3       |
| НЕМ    | Кристофер Кас       | БЕЛ    | Дик Норман       | 48       | 4       |

### Други учесници
Следећи играчи су добили специјалну позивницу за учешће у конкуренцији парова:
- Абдала Хаџи/ Јунес ел Ајнауи
- Реда ел Амрани/ Мохамед Гариб

## Шампиони

### Појединачно
Николај Давиденко је победио  Рафаела Надала са 0:6, 7:6(10:8), 6:4.
- Давиденку је то била једина титула те сезоне и 20-та (од 21) у каријери.

### Парови
Гиљермо Гарсија-Лопез /  Алберт Монтањес су победили  Франтишека Чермака /  Михала Мертињака, 6:4, 7:5.
- Гарсија-Лопезу је то била једина титуле те сезоне и прва у каријери.
- Монтањесу је то била једина титула те сезоне и друга у каријери.